# Tàu điện ngầm Amsterdam
Tàu điện ngầm Amsterdam (tiếng Hà Lan: Amsterdamse metro) là một hệ thống vận chuyển nhanh phục vụ Amsterdam, Hà Lan và mở rộng đến các đô thị xung quanh Diemen và Ouder-Amstel. Mạng lưới thuộc sở hữu của Thành phố Amsterdam và được điều hành bởi công ty giao thông công cộng thành phố Gemeentelijk Vervoerbedrijf (GVB) cũng vận hành xe điện, phà miễn phí và xe buýt địa phương. Hệ thống tàu điện ngầm bao gồm năm tuyến đường và phục vụ 58 trạm với tổng chiều dài 52,2 km (32,4 dặm).
Ba tuyến bắt đầu tại Amsterdam Centraal: Routes 53 và 54 nối trung tâm thành phố với các thị trấn dân cư ngoại ô Diemen, Duivendrecht và quận phía đông nam thành phố, trong khi Tuyến 51 kết nối trung tâm với quận phía tây qua một đường vành đai, phục vụ phía đông và nam của thành phố. Tuyến đường 50 kết nối phía đông nam với quận phía tây mà không đi qua trung tâm thành phố. Tuyến thứ năm, Tuyến 52, chạy từ phía bắc đến phía nam, đi vào hoạt động vào ngày 21 tháng 7 năm 2018.

## Lịch sử

### Lịch sử lập kế hoạch

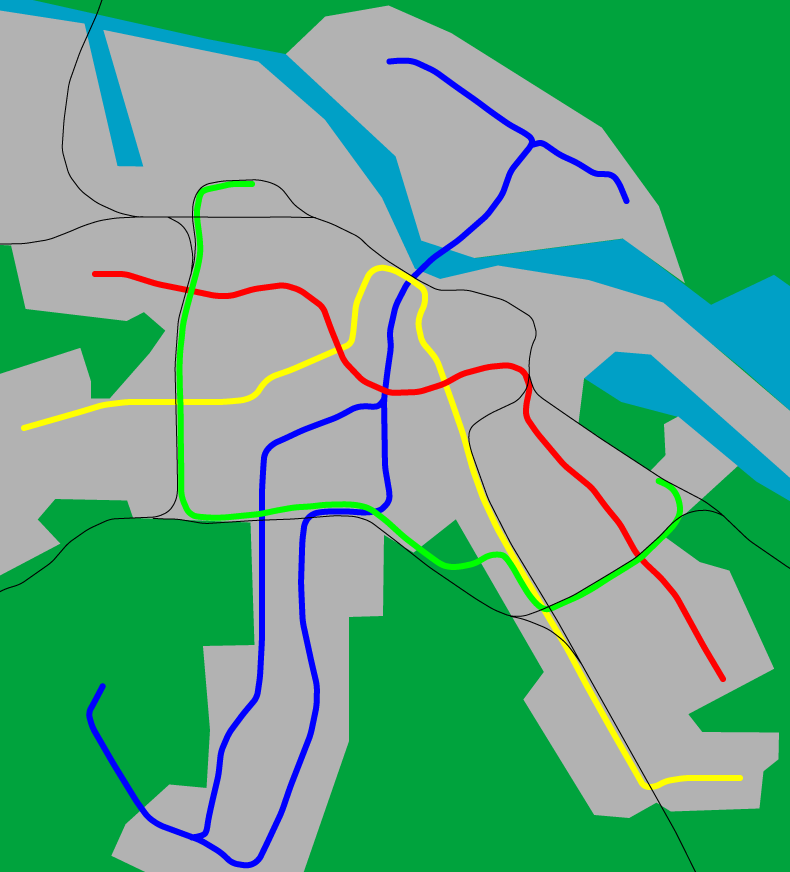
Kế hoạch năm 1968 cho tàu điện ngầm

Kế hoạch đầu tiên cho một tuyến đường sắt ngầm ở Amsterdam có từ những năm 1920: vào tháng 11 năm 1922, các thành viên của hội đồng thành phố Amsterdam Zeeger Gulden và Emanuel Boekman đã yêu cầu người alderman có trách nhiệm Ter Haar nghiên cứu khả năng xây dựng một tuyến đường sắt ngầm trong thành phố, để đáp ứng với việc Bộ Công chính thành phố soạn thảo các báo cáo với các đề xuất cho đường sắt ngầm trong cả hai năm 1923 và 1929. Tuy nhiên, các kế hoạch này đã bị đình trệ trong giai đoạn lập kế hoạch, và phải đến thập niên 1950 để thảo luận về đường sắt ngầm để nối lại một lần nữa ở Amsterdam.
Sự bùng nổ dân số sau chiến tranh và sự gia tăng lưu lượng cơ giới đã làm thay đổi nhận thức về vận tải đường sắt ngầm ở Amsterdam: trong khi vào thập niên 1920, đường sắt ngầm đã được coi là quá đắt, giữa những năm 1950, nó được coi là một giải pháp thực tế cho các vấn đề gây ra bởi lưu lượng truy cập tăng. Năm 1955, một báo cáo được công bố bởi chính quyền thành phố liên quan đến khu vực nội thành của Amsterdam, được biết đến với tên tiếng Hà Lan Nota Binnenstad, đề nghị cài đặt một ủy ban để khám phá các giải pháp cho các vấn đề giao thông mà Amsterdam gặp phải. Ủy ban này, được lãnh đạo bởi cựu giám đốc của Bộ Công chính J.W. Clerx, sau đó đã được cài đặt vào tháng 3 năm 1956 và xuất bản báo cáo Openbaar vervoer tại de agglomeratie Amsterdam năm 1960. 
Aldermen và thị trưởng Amsterdam đã đồng ý với kết luận của báo cáo của ủy ban Clerx rằng một mạng lưới đường sắt ngầm phải được xây dựng ở Amsterdam trong tương lai gần. Vào tháng 4 năm 1963, họ đã lắp đặt Cục Stadsspoorweg có nhiệm vụ nghiên cứu tính khả thi kỹ thuật của tuyến đường sắt đô thị, đề xuất mạng lưới tuyến đường, đề xuất thứ tự ưu tiên xây dựng các tuyến khác nhau và nghiên cứu các tác động bất lợi của việc xây dựng tàu điện ngầm dòng, chẳng hạn như gián đoạn giao thông và phá hủy các tòa nhà. 
Vào năm 1964 và 1965, Cục Stadsspoorweg đã trình bày bốn báo cáo cho chính quyền thành phố Amsterdam, được cung cấp cho công chúng vào ngày 30 tháng 8 năm 1966.  Vào tháng 3 năm 1968, aldermen và thị trưởng Amsterdam sau đó đã đệ trình một đề xuất lên hội đồng thành phố Amsterdam để đồng ý xây dựng mạng lưới tàu điện ngầm, mà hội đồng đã đồng ý vào ngày 16 tháng 5 năm 1968 với 38 phiếu thuận và 3 phiếu chống.  Theo kế hoạch ban đầu, bốn tuyến sẽ được xây dựng, kết nối toàn bộ thành phố và thay thế nhiều tuyến xe điện hiện có. Các tuyến sau đã được lên kế hoạch: một tuyến đông-tây từ đông nam đến quận Osdorp qua ga đường sắt Amsterdam Centraal; một đường tròn từ khu vực cảng phía tây đến thị trấn ngoại ô Diemen; một tuyến bắc-nam từ quận phía bắc qua Amsterdam Centraal đến vòng tròn giao thông Weteringplantsoen, với hai nhánh ở hai đầu; và một tuyến đông-tây thứ hai từ quận Geuzenveld đến Gaasperplas. Hệ thống sẽ được xây dựng dần dần và dự kiến sẽ hoàn thành vào cuối những năm 1990.

## Xây dựng

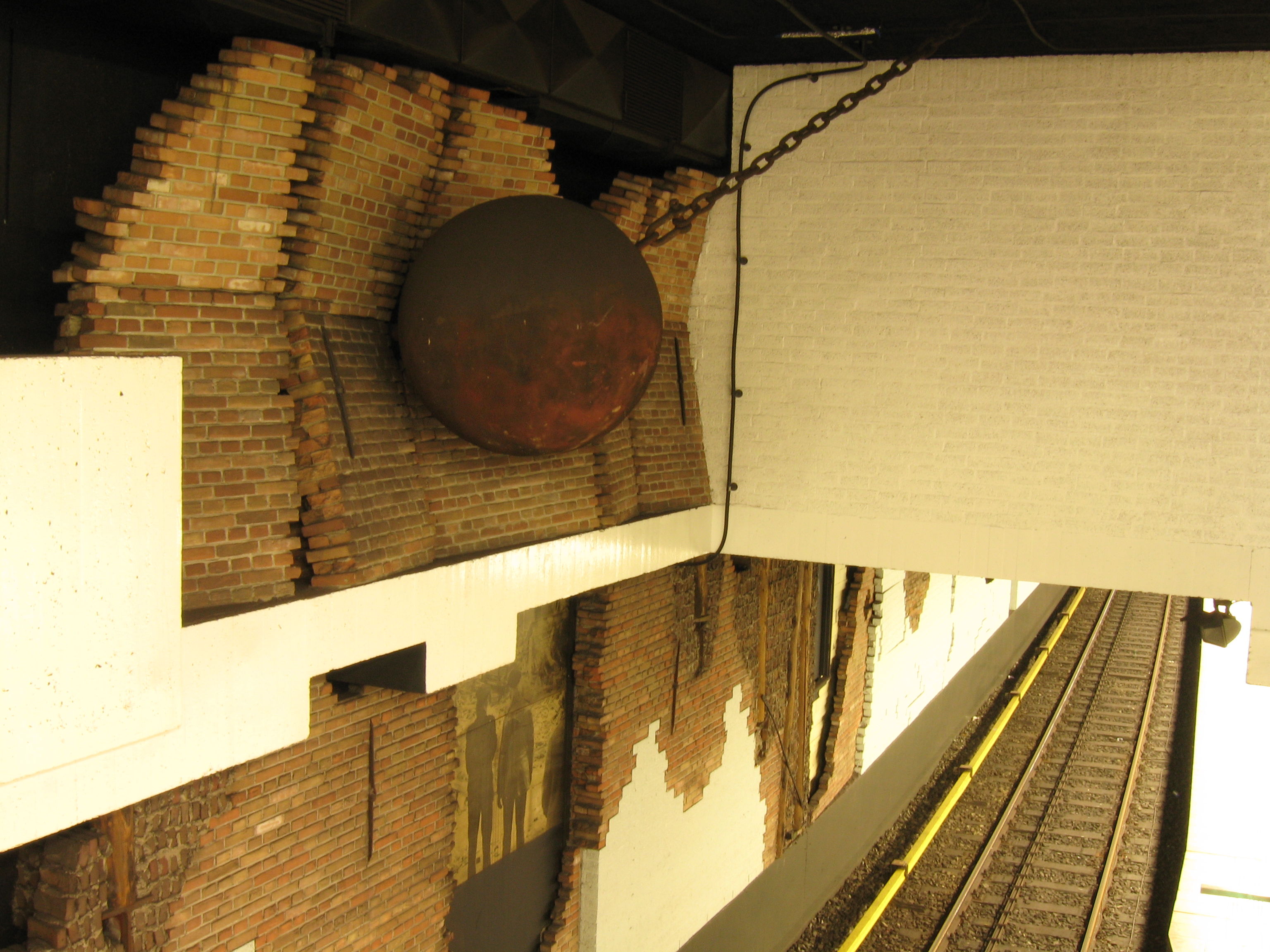
Trang trí tường nhớ về việc phá hủy trong khu phố Nieuwmarkt và phản đối nó

Phần đầu tiên của kế hoạch ban đầu được thực hiện là việc xây dựng Oostlijn (Tuyến Đông), bắt đầu vào năm 1970. Tuyến Đông nối trung tâm thành phố với các dự án dân cư quy mô lớn của vùng bijlmermeer ở phía đông nam thành phố. Nó mở cửa vào năm 1977. Tuyến Đông bắt đầu dưới lòng đất, băng qua trung tâm thành phố và các neighbourhouds liền kề ở các quận phía đông cho đến ga Amsterdam Amstel, nơi nó tiếp tục trên mặt đất theo hướng đông nam. Tại ga tàu điện ngầm Van der Madeweg, tuyến chia thành hai nhánh: Chi nhánh Gein cho Tuyến 54 và Chi nhánh Gaasperplas cho Tuyến 53. Kể từ năm 1980, bến cuối phía bắc cho cả hai tuyến là ga đường sắt Amsterdam Centraal. Trong quá trình xây dựng đường hầm tàu điện ngầm, quyết định phá hủy khu phố Nieuwmarkt ở trung tâm thành phố đã dẫn đến những cuộc biểu tình mạnh mẽ vào mùa xuân năm 1975 từ các nhóm hành động bao gồm người dân địa phương và các thành viên của phong trào ngồi xổm ở Amsterdam rất tích cực. Trang trí tường tại ga tàu điện ngầm Nieuwmarkt là một tham chiếu đến các cuộc biểu tình, được gọi là Nieuwmarkt Riots (Nieuwmarktrellen).
Bất chấp các cuộc biểu tình, việc xây dựng tuyến tàu điện ngầm vẫn tiếp tục nhưng kế hoạch xây dựng đường cao tốc xuyên qua khu vực đã bị bỏ hoang. Ngoài ra, các kế hoạch ban đầu cho một tuyến tàu điện ngầm đông-tây đã bị hủy bỏ. Một trong những địa điểm nơi tuyến này kết nối với Tuyến Đông đã được xây dựng bên dưới nhà ga Weesperplein. Mức độ thấp hơn của trạm Weesperplein này không bao giờ được mở cho công chúng, nhưng sự tồn tại của nó vẫn có thể được chú ý bởi các nút thang máy. Kể từ khi East Line được lên kế hoạch và xây dựng trong Chiến tranh Lạnh, nhà ga Weesperplein cũng có một hầm tránh bom chưa từng được sử dụng như vậy.

### Các tuyến xây sau này

Mạng lưới tuyến tàu điện ngầm Amsterdam với nhiều năm khai trương

Năm 1990, Amstelveenlijn (Amstelveen Line) đã được mở, được sử dụng cho Tuyến 51. Theo một thỏa hiệp chính trị giữa thành phố Amsterdam và đô thị Amstelveen, phần phía bắc của tuyến được xây dựng như một tuyến tàu điện ngầm trong khi phần phía nam là một tuyến xe điện kéo dài. Do đó, Tuyến đường 51 ban đầu được gọi là dịch vụ 'sneltram' (xe điện tốc hành) và các phương tiện được sản xuất theo tiêu chuẩn đường sắt nhẹ. Sự thay đổi giữa đường sắt thứ ba và sức mạnh đường xe điện trên cao diễn ra tại ga Zuid.
Từ tháng 3 năm 2019 trở đi, Amstelveenlijn sẽ không còn tồn tại ở dạng hiện tại và sẽ được thay thế bằng một đường xe điện tốc hành chấm dứt tại ga Zuid, bao gồm cả việc xây dựng lại 300 triệu euro của tuyến ban đầu. Để kết nối với hệ thống siêu thị Amsterdam, hành khách sẽ phải thay đổi tại ga Zuid. Tuyến số 51 sẽ được giữ lại cho tuyến metrol 'Ringlijn' mới giữa Isolatorweg và Central Station.
Vào năm 1997, Ringlijn (Tuyến vành đai), được sử dụng cho Tuyến 50, đã được thêm vào hệ thống. Tuyến cung cấp một kết nối vận chuyển nhanh chóng giữa phía nam và phía tây của thành phố, loại bỏ sự cần thiết phải băng qua trung tâm thành phố.
Năm 2018, Noord-Zuidlijn (Tuyến Bắc-Nam) đã được thêm vào mạng. Tuyến cung cấp một kết nối nhanh từ phía bắc hoặc IJ đến phía nam của Amsterdam.

## Mạng lưới
Từ năm 1997 đến 2018, hệ thống tàu điện ngầm Amsterdam bao gồm bốn tuyến tàu điện ngầm. Các tuyến đường lâu đời nhất là Tuyến 54 (từ ga Centraal đến Gein) và Tuyến 53 (từ ga Centraal đến Gaasperplas). Cả hai tuyến đều đang sử dụng cơ sở hạ tầng Oostlijn (Tuyến Đông), được hoàn thành vào năm 1977. Tuyến 51 (từ ga Centraal đến Amstelveen Westwijk), sử dụng một phần của Tuyến Đông cũng như Amstelveenlijn (Tuyến Amstelveen), đã được thêm vào năm 1990. Tuyến 50 (từ Isolatorweg đến Gein) sử dụng Ringlijn (Ring Line hoặc Circle Line), được hoàn thành vào năm 1997, cũng như một phần của cơ sở hạ tầng East Line.
Tuyến thứ năm, Tuyến 52 (từ ga Noord đến ga Zuid), đã được thêm vào mạng vận hành Noord-Zuidlijn (North South South Line), được hoàn thành và khai trương vào ngày 21 tháng 7 năm 2018. [16]
Có 33 trạm tàu điện ngầm đầy đủ, và 19 trạm xe điện tốc hành trên Tuyến 51, cho tổng số 52 trạm trong mạng. Kể từ khi Tuyến 52 trên Tuyến Bắc-Nam mới được mở, sáu trạm bổ sung và 9,5 km (5,9 mi) đã được thêm vào hệ thống tàu điện ngầm, mang lại chiều dài mạng kết hợp mới là 52 kilômét (32 mi).
| Đường | Tuyến sử dụng                           | Màu       | Màu | Ga                            | Khai trương | Chiều dài         | Ga | Số khách (2009) | Loại  |
| ----- | --------------------------------------- | --------- | --- | ----------------------------- | ----------- | ----------------- | -- | --------------- | ----- |
| 50    | Tuyến vành đai, Tuyến Đông (nhánh Gein) | Xanh lá   |     | Isolatorweg – Gein            | 1997        | 20,1 km (12,5 mi) | 20 | 100,200         | Metro |
| 51    | Ring Line, East Line                    | Màu cam   |     | Isolatorweg – Ga Centraal     | 1990        | 19,5 km (12,1 mi) | 29 | 60,800          | Metro |
| 52    | Tuyến Bắc–Nam                           | Xanh biển |     | Noord – Zuid                  | 2018        | 9,5 km (5,9 mi)   | 8  | N/A             | Metro |
| 53    | Tuyến Đông (nhánh Gaasperplas)          | Đỏ        |     | Gaasperplas – Nhà ga Centraal | 1977        | 11,3 km (7,0 mi)  | 14 | 60,600          | Metro |
| 54    | Tuyến Đông (nhánh Gein)                 | Vàng      |     | Gein – Ga Centraal            | 1977        | 12,1 km (7,5 mi)  | 15 | 73,500          | Metro |